# Firat Sucsuz
Firat Sucsuz (Berlin, 1996. június 27. –) német születésű török korosztályos válogatott labdarúgó, aki a VfR Aalen játékosa.

## Statisztika
2016. június 17. szerint
| Klub               | Szezon             | Bajnokság | Bajnokság | Kupa  | Kupa  | UEFA  | UEFA  | Összesen | Összesen |
| Klub               | Szezon             | Mérk.     | Gólok     | Mérk. | Gólok | Mérk. | Gólok | Mérk.    | Gólok    |
| ------------------ | ------------------ | --------- | --------- | ----- | ----- | ----- | ----- | -------- | -------- |
| RB Leipzig II      | 2015–16            | 30        | 0         | 0     | 0     | 0     | 0     | 30       | 0        |
| RB Leipzig II      | Összesen           | 30        | 0         | 0     | 0     | 0     | 0     | 30       | 0        |
| Karrierje összesen | Karrierje összesen | 30        | 0         | 0     | 0     | 0     | 0     | 30       | 0        |